# Nycteola albescens
Nycteola albescens är en fjärilsart som beskrevs av Alfred Ernest Wileman och Reginald James West 1929.
Nycteola albescens ingår i släktet Nycteola och familjen trågspinnare. Inga underarter finns listade i Catalogue of Life.